# (2072) Kosmodemyanskaya
(2072) Kosmodemyanskaya (1973 QE2) – planetoida z pasa głównego asteroid okrążająca Słońce w ciągu 3,84 lat w średniej odległości 2,45 au. Odkryta 31 sierpnia 1973 roku.